# Церковь Святого Апостола Андрея (Нарочь)
Церковь святого апостола Андрея  (бел. Касцёл святога Андрэя апостала) — католический храм в деревне Нарочь (Минская область, Белоруссия). Относится к Будславскому деканату Минско-Могилёвского архидиоцеза. Памятник архитектуры в стиле неоготика, построен в 1897—1901 годах. В настоящее время принадлежит ордену босых кармелитов.

## История
В сборнике древних грамот под названием «Kodeks dyplomatyczny katedry i diecezji wileńskiej = Codex diplomaticus ecclesiae cathedralis necnon Dioeceseos Vilnensis» есть три грамоты про костел святого Андрея в Малом Мяделе (некоторые исследователи идентифицируют с Кобыльником, который в сер. XX в. стал называться Нарочь):
- 21 мая 1434 года — дарственная грамота вяликого князя Литовского Сигизмунда Кейстутовича
- 20 марта 1440 года — грамота вяликого князя по назначению ректором костела Мартина Добриловского
- 22 июня 1463 года — дарственная грамота костелу Андрея Петьковича, князя Свирского, каноника Виленского и плебана в Ворнянах

Вместе с тем, составители сборника, в комментариях отмечали, что данные грамоты являются фальшивыми. По этой причине вопрос даты основания костела, как и месторасположение Малого Мяделя остается открытым.

В четвертом томе «Географического словаря Королевства Польского и прочих славянских стран» (Варшава, 1883) про костел в Кобыльнике сказано следующее:
«Приходской костел Св. Андрея Апостола, построен из дерева в 1651 году с помощью пана Свирского. На кладбище часовня. Католический приход Свирского деканата: душ 4630, часовня в Помошье».
В 1746 глду костел был реконструирован на средства каштеляна Ошмянского Мартина Оскерко. В это время костел описывают, как святыню больших размеров, интерьер которой украшали шесть алтарей.
После пожара 1862 года, костел восстанавливается «за счет средств настоятеля Людвига Миницкого и Титуса Свенторжецкого». В церкви всего было 3 алтаря. В главном алтаре находилась икона Девы Марии с Младенцем Иисусом в серебряном, с элементами позолоты, окладе.
В 1867 году администратором Кобыльникского (Нарочанского) костела был Владислав Рутковский.
В 1872 году администратором костела 4-го класса в Кобыльнике был Станислав Сульжинский.
В 1874 году настоятелем Кобыльникского прихода был Иосиф Бержанский; в 1881 году — Антоний Грекович; в 1886 году — Михаил Ордынский.
Сохранился рисунок художника Альфреда Ромера из соседнего имения Королиново (Поставский район, Витебская область) под названием «Старый храм в Кобыльнике Свенцянскога уезда» (1880). Благодаря этому рисунку можно увидеть, как выглядел деревянный храм в XIX в. Храму были присущи характерные черты униатской церкви.
2 сентября 1897 года была заложена новая, каменная церковь. Главным организатором строительства был Игнатий Россоловский. Храм строился на пожертвования местных прихожан. Согласно воспоминаниям Альбины Малиновской из Малой Сырмежи, красный кирпич привозили из Постав, лес для строительства выделил господин Скирмунт из Шеметово. Сохранилась икона с записью на обороте, что Ян Койро пожертвовал 5 долларов на кирпич для храма. Строительство продолжалось 4 года и было окончено 4 августа 1901 года. По окончании строительства нового костёла старый костёл был разобран. От старой деревянной церкви сохранилась деревянная колокольня (отреставрирована в 1995 и 2019 годах).
9 сентября 1901 года новый храм был освящён. Однако внутренняя отделка храма продолжалась и только 25 июля 1904 г. храм был открыт епископом Виленской диоцезии Эдвардом Роппом. Ропп был назначен епископом 9 ноября 1903 г. папой римским Пием Х, интронизирован в новой должности 13 июня 1904 года в кафедральном соборе св. Станислава и Владислава в Вильне. Первым визитом в новой должности стала поездка в Кобыльник (Нарочь).
Известный органист Бронислав Рутковский (родился 27.02.1898 году в м. Камаи) с раннего детства проявил склонность к органной музыке, обучался игре на органе в Кобыльникском костеле.
В 1907 году настоятелем Кобыльникского прихода и викарием был Свирский декан ксендз Игнатий Россоловский.
В 1908 — 1913 годах — ксендзом и викарием Кобыльникского костела был Адам Плескачевский.
В 1915 году — Иоанн Силевич.
Сохранились воспоминания про местечко Кобыльник в годы Первой мировой войны местного жителя Малиновского: «С начала 1915 года немцы жили в костеле, где топили печки. Потом костел начал действовать по назначению. Один раз в неделю молились в костеле с утра цивильные, наши люди, с 11 часов немцы католической, с […] часов немцы лютеранской веры. Раненые лежали в церкви и домах, в школе еврейской, доме Клюмеля. 16 марта утром в воскресенье 1916 года около костела со стороны кладбища упали две бомбы. Все стекла в костеле выпали, ранили людей».
Во времена II Речи Посполитой, в костеле работали органисты, которые проживали в 2-квартирном доме по улице Кусевская.
В 1919 — 1925 годах органистом был Игнатий Кучинский.
В 1930 году в местечко приехал органист Бронислав Коровацкий, который окончил учебу при архидиоцезиальном костеле католического общества Вильно. Его стараниями был организован костельный хор, в котором выступало более 40 человек, в том числе: Ян Бжозовский, Ванда Галиевская, Антоний Жуковский, Сабина Мисюк, Иосиф Муравский, Ян Валай, Бронислава Пяткевич, Андрей Плешак, Геля Тункевич, Казимир Желубовский., Зимницкий и др.
В Национальном историческом архиве Беларуси хранятся метрические книги Кобыльникского костела о рождении, браке и смерти за 1895—1938 годах.
В 1943 году, во время Второй мировой войны, советскими партизанами был замучен до смерти ксендз Казимир Павлович за освящение боевого знамени польской партизанской бригады "Кмицица" Армии Крайовой.
10 мая 1949 г. был арестован «за антисоветскую агитацию» органист костела Бронислав Казимирович Коровацкий (родился в 1902 году в д. Ставишево Поставского р-на). Только 31 декабря 1993 года он был реабилитирован Верховным судом РБ. 4 января 1952 года был посажен в тюрьму и затем отправлен в ссылку в Казахстан настоятель церкви о. Пётр Иосифович Васюченок (родился в 1908 году в д. Новый Погост, Миорского р-на).
Позднее храм был закрыт, однако верующие продолжали собираться в церкви без священника. После распада СССР, в церковь святого Андрея прибыли монахи из ордена кармелитов босых. Первым настоятелем в церкви во времена независимой Беларуси стал о. Августин Квятковский.
В 2004 году отмечалось столетие освящения каменного здания церкви св. Андрея. Торжественную мессу служил кардинал Казимир Свёнтек.

## Территория вокруг церкви
Возле костела находятся три захоронения з надписями на польском языке: могила ксендза Казимира Павловича (умер 19.09.1943 года), могила ксендза Яна Понятовского (умер 17.06.1921 года), могила Леона Киселя (умер 21.12.1882 году в 66 лет). Как правило, возле церкви хоронили мучеников.
В октябре 2008 года на территории костёла установлен памятник Иоанну Павлу II, восьмой по счету в Беларуси.

## Архитектура
Храм святого апостола Андрея — типичный пример неоготики начала XX века. Храм построен из красного кирпича, фасад украшен окном-розой и четырьмя башенками, увенчанными крестами.
В интерьере выделяются икона Божией Матери в главном алтаре и иконы апостола Андрея (1903 год) и святого Роха (1907 год). В церкви сохранился орган 1902 года постройки.
22 августа 2019 года была освящена памятная табличка в честь жены президента Польши Марии Качиньской. Мемориальная таблица выполнена в форме раскрытой книги с крестом в верхней части, под которым на белорусском и польском языках написано: «В этом храме 27 сентября 1942 года была крещена Мария Качиньская (Мацкевич), которая родилась 21 августа 1942 г. в Махово на территории местного прихода, супруга президента Республики Польша Леха Качиньского».